# Publishers Weekly
Publishers Weekly (PW) — американське щотижневе новинне видання, орієнтоване на видавців, бібліотекарів, книготорговців та літературних агентів. Видається безперервно з 1872 року під гаслом «Міжнародний журнал новин книговидання та книготоргівлі». З 51 випуском на рік, акцент нині робиться на книжкових рецензіях.
У 2008 році тираж журналу становив 25 000 примірників. У 2004 році серед цих 25 000 читачів було 6000 видавців; 5500 публічних бібліотек і систем публічних бібліотек; 3800 книготорговців; 1600 авторів і письменників; 1500 бібліотек коледжів і університетів; 950 друкованих, кіно- і широкомовних засобів масової інформації; 750 літературних і правових агентів тощо.
Тематика Publishers Weekly охоплює видавничу справу, книготоргівлю, маркетинг, мерчандайзинг і новини торгівлі, а також інтерв'ю з авторами та регулярні колонки про права, людей у видавничій справі та бестселери. Журнал намагається обслуговувати всіх, хто бере участь у створенні, виробництві, маркетингу та продажу друкованого слова в книжковому, аудіо-, відео- та електронному форматах. Журнал значно збільшує кількість сторінок для чотирьох щорічних спеціальних випусків: «Весняні анонси для дорослих», «Осінні анонси для дорослих», «Весняні анонси для дітей» та «Осінні анонси для дітей».